# Douze Heures de bonheur
Pour plus de détails, voir Fiche technique et Distribution.
Douze Heures de bonheur est un film français réalisé par Gilles Grangier, sorti en 1952.

## Synopsis
Yvette, fille d'un pharmacien de province doit épouser son cousin Gilbert. La veille de son arrivée, elle rencontre dans la forêt un inconnu échappé d'un asile qui se présente comme étant le cousin. Il conquiert la sympathie du pharmacien, et plaît à la fille, qui passe avec celui qu'elle a baptisé Jupiter une nuit sous les étoiles. Tout est chamboulé lorsque arrive le véritable cousin.

## Fiche technique
- Titre : Douze Heures de bonheur
- Titre alternatif : Jupiter
- Réalisation : Gilles Grangier
- Assistant-réalisateur : Paul Barbellion
- Scénario : René Wheeler, d'après la pièce de Robert Boissy
- Dialogues : Jean-Paul Le Chanois
- Photographie : Marc Fossard
- Montage : Madeleine Gug
- Musique : Georges van Parys
- Producteur : Raoul Ploquin
- Société(s) de production : Sirius Films, Les Films Raoul Ploquin
- Pays de production  :  France
- Langue originale : français
- Format : Noir et blanc — 35 mm — 1,37:1 — Son : Mono
- Genre : Comédie dramatique
- Durée : 79 minutes (1 h 19)
- Date de sortie :
  - France : 27 août 1952

## Distribution
- Dany Robin : Yvette Cornet
- Georges Marchal : Jupiter
- Jean Tissier : Benjamin Cornet
- Huguette Duflos : Clémence Cornet
- François Guérin : Gilbert Lantois
- Pierre Moncorbier : le gendarme Mérovée
- Michèle Gary
- Robert Seller